# Benoît David
Benoit  David, né le 19 avril 1966 à Montréal, est un chanteur québécois qui a chanté avec les groupes Mystery, Close To The Edge - une formation rendant hommage a Yes - puis il remplaça le chanteur Jon Anderson au sein même de Yes. C'est alors qu'il chantait avec le groupe Close to the Edge qu'il fut repéré par le bassiste Chris Squire, qui lui offre de joindre Yes qui se prépare à partir en tournée. Malgré son manque d'expérience, Benoît accepte et se joint au groupe. Après deux albums enregistrés et parus en 2011, l'album studio Fly from Here et le live In the present : Live from Lyon, le chanteur doit déclarer forfait à la suite de problèmes respiratoires dus au stress, il quitte et est remplacé par l'américain Jon Davison.

## Parcours
Benoît Gérard Guy David se fait connaître au sein du groupe hommage à Yes Close to the Edge, fondé en 1994, en plus de son travail au sein du groupe progressif Mystery dont il est le chanteur depuis 1999. En 2008, à la suite des ennuis de santé du chanteur Jon Anderson, les autres membres de Yes lui cherchent un remplaçant pour la tournée devant célébrer les 40 ans du groupe. Benoît est remarqué par Chris Squire sur YouTube et engagé, mais la tournée est finalement annulée. Benoît rejoint finalement Yes juste à temps pour la tournée In the Present, et un nouvel album studio intitulé Fly from Here sort en 2011. C'est le deuxième album du groupe sans Jon Anderson, avec l'album Drama de 1980 sur lequel le chant était assuré par l'ex-Buggles Trevor Horn. Trevor a d'ailleurs produit l'album Fly From Here en plus de jouer des claviers et de partager le chant avec Benoît.  
À l'automne 2011, le chanteur doit annuler quelques concerts pour raison de santé. En janvier 2012, il est annoncé que celui-ci sera remplacé pour les concerts du printemps. Le 18 février, Chris Squire annonce que Benoît David est remplacé comme chanteur de Yes par Jon Davison, issu du groupe Glass Hammer. Benoît David a aussi joué avec le groupe Mystery, il a enregistré les albums Beneath the Veil of Winter's Face en 2007, One Among the Living en 2010, The World is a Game en 2012 et finalement Tales from the Netherlands en 2014 et il a pris une pause de la musique depuis.

## Discographie

### Yes
- Fly from Here (2011)
- In the Present: Live from Lyon (2011)

### Mystery
- Beneath the Veil of Winter's Face (2007)
- One Among the Living (2010)
- The World is a Game (2012)
- Tales from the Netherlands (2014)

### Participations
- 2005 : Safe In Conformity de Hamadryad. Sur Omnipresent Umbra.
- 2010 : Intrusion de Hamadryad. Sur In My Country.
- 2013 : Ravens & Lullabies de Gordon Giltrap & Oliver Wakeman. Sur From the Turn of a Card.